# Référendum de 1987 sur l'indépendance de la Nouvelle-Calédonie
Le référendum de 1987 sur l'indépendance de la Nouvelle-Calédonie est un référendum d'autodétermination organisé le 13 septembre 1987 en Nouvelle-Calédonie. Boycotté par les indépendantistes, le scrutin voit la victoire écrasante de l'option du maintien au sein de la République française, approuvée par plus de 98 % des électeurs s'étant rendus aux urnes, la participation s'établissant à 59,10 % des inscrits.   
Il s'agit du premier référendum sur l'indépendance organisé dans l'archipel. Un deuxième référendum en 2018, un troisième en 2020 ainsi qu'un quatrième et dernier référendum en 2021 sont organisés dans le cadre de l'accord de Nouméa, signé en 1998.

## Organisation
Dans le cadre des événements politiques de 1984 à 1988 en Nouvelle-Calédonie, l'Assemblée nationale vote le 6 septembre 1984 une motion promettant à la Nouvelle-Calédonie un nouveau statut. L'assemblée vote le 17 juillet 1986 la Loi n° 86-844 prévoyant un vote sur l'indépendance, dont les modalités sont établies dans la loi n° 87-369 du 5 juin 1987. La seule condition pour pouvoir participer au référendum est une durée de trois ans de résidence. Cette restriction est jugée insuffisante pour le Front de libération nationale kanak et socialiste (FLNKS) et plusieurs autres mouvements indépendantistes, qui décident de boycotter le vote.

## Question posée
La question et les deux réponses possibles choisies pour le référendum d'autodétermination sont :

« Voulez-vous que la Nouvelle-Calédonie accède à l'indépendance ou demeure au sein de la République française ?
1. Je veux que la Nouvelle-Calédonie accède à l'indépendance.
2. Je veux que la Nouvelle-Calédonie demeure au sein de la République française. »

## Résultats
| Choix                     | Choix                     | Votes  | %     |
| ------------------------- | ------------------------- | ------ | ----- |
|                           | République française      | 48 611 | 98,30 |
|                           | Indépendance              | 842    | 1,70  |
|                           |                           |        |       |
| Votes valides             | Votes valides             | 49 453 | 97,87 |
| Votes blancs et invalides | Votes blancs et invalides | 797    | 2,13  |
| Total                     | Total                     | 50 520 | 100   |
| Abstentions               | Abstentions               | 34 502 | 40,90 |
| Inscrits/Participation    | Inscrits/Participation    | 85 022 | 59,10 |